# Erich Bergel
Erich Bergel (* 1. Juni 1930 in Rosenau bei Kronstadt, Rumänien; † 3. Mai 1998 in Ruhpolding) war ein deutschsprachiger Dirigent und Musikwissenschaftler siebenbürgisch-sächsischer Herkunft.

## Leben
Erich Bergel wurde als zweiter Sohn der Eheleute Katharina Bergel, geborene Truetsch (1904–2002) und Erich Bergel (1899–1971), die seit 1924 verheiratet waren, geboren. Seine Geschwister waren Hans (1925–2022), Hildegard (1927–2007) und Ortwin (1937–1952).
Der Vater war Lehrer, Musiklehrer und Kreisschulrat und wurde regelmäßig versetzt, so dass Erich 1936 von Rosenau nach Reen, 1939 nach Kronstadt und 1944 nach Hermannstadt, zusammen mit der Familie umzog. Bis zum Umzug nach Hermannstadt besuchte er öffentliche Schulen und erhielt zusätzlich Musikunterricht an mehreren Musikinstrumenten. Im Jahr 1944 wurde sein Vater inhaftiert, die Familie verlor ihr Vermögen und sein Bruder Hans hielt sich versteckt, um nicht in die Sowjetunion deportiert zu werden. Erich konnte das Gymnasium nicht weiter besuchen und musste seiner Mutter und seiner älteren Schwester helfen, den Lebensunterhalt der Rumpffamilie zu gewährleisten.
Ab 1946 besuchte Erich Bergel das Pädagogische Gymnasium in Schäßburg. 1950 begann er mit einem Musikstudium in Klausenburg am Konservatorium von Cluj. Während des Studiums führte Bergel als Dirigent mit einem Studentenchor erfolgreich geistliche Werke von Händel und Haydn auf. Er musste dann  wegen Verbreitung von religiösem Mystizismus mit Hilfe der Musik, die eines angehenden sozialistischen Dirigenten unwürdig sei, das Studium abbrechen. Den Abschluss konnte er im Juli 1958 nachholen. Er bewarb sich Ende 1958 um die Stelle als Dirigent der Klausenburger Philharmonie und setzte sich gegen seine Mitbewerber durch. Schon in den ersten Monaten hatte er glänzende Erfolge. Insbesondere das studentische Publikum war von seiner Arbeit begeistert. Nach weniger als einem halben Jahr als Dirigent wurde Bergel am 13. April 1959 verhaftet und zu sieben Jahren Zwangsarbeit verurteilt. Im Herbst 1962 wurde er aufgrund einer allgemeinen Amnestie für politische Häftlinge entlassen, er ging wieder nach Klausenburg und nahm eine Stelle als Ersatztrompeter im Philharmonischen Orchester an. Im Spätsommer 1966 sollte der Gastdirigent Fritz Mahler das Orchester dirigieren. Als er einen Herzanfall erlitt, sprang Erich Bergel für ihn ein. Ab 1. Oktober 1966 wurde er wieder offiziell zum Dirigenten eingesetzt. Das regelmäßige Einkommen ermöglichte es ihm dann, zu heiraten.
Gegen Ende des Jahres 1968 wurde Bergel von Herbert von Karajan als Gastdirigent zu den Berliner Philharmonikern nach West-Berlin eingeladen, im Januar 1970 dirigierte er in Baden-Baden und im Mai 1970 wieder in Berlin. Zum Ende des Jahres 1971 wurde Erich Bergel deutlich, dass die Beschattung durch die Geheimpolizei Securitate immer intensiver wurde, Telefongespräche wurden unterbrochen, immer mehr Freunde warnten ihn vor Intrigen. Am 23. Dezember 1971 entschloss er sich während eines Konzertes im Athenäum von Bukarest spontan, Rumänien zu verlassen. Nachdem er das Konzert dirigiert hatte, ging er zu seinem Wagen und fuhr über Siebenbürgen quer durch das winterliche Rumänien, um dann über die Grenzstadt Curtici nach Ungarn auszureisen. Sein internationaler Dienstpass ermöglichte den Grenzübertritt ohne die sonst notwendigen langwierigen Anträge.
Von 1971 bis 1974 war Bergel Chefdirigent der Nordwestdeutschen Philharmonie in Herford. Ab 1972 leitete er internationale Orchester als Gastdirigent, was ihn, unter anderem, nach Brüssel, Philadelphia, Straßburg, Paris, Auckland, Los Angeles, Boston, Madrid, Berlin, Wien und Kapstadt führte. Daneben unterrichtete er ab 1979 als ordentlicher Professor Orchesterleitung und -erziehung an der Hochschule der Künste in West-Berlin. 1989 wurde er Chefdirigent auf Lebenszeit der Budapester Philharmonie. Erich Bergel war dreimal verheiratet.
Ende 1995 wurde bei Bergel ein bösartiger Knochentumor diagnostiziert.
Der Schriftsteller Hans Bergel war ein Bruder von Erich Bergel.

## Der Musiker
Bergel war bereits im Alter von achtzehn Jahren Flötist der Philharmoniker von Sibiu. Ab Mitte der 1960er Jahre trat er als Dirigent auf. Er wurde Chefdirigent der Philharmoniker von Cluj und ständiger Gastdirigent der Bukarester Philharmoniker und des Rundfunksinfonieorchesters. 
An seinem sechzigsten Geburtstag dirigierte er in Rumänien, nur wenige Monate nach dem Aufstand im Dezember 1989, am 1. Juni 1990 die Klausenburger Symphoniker in einem Gedenkkonzert zu Ehren der Opfer des Volksaufstandes.

## Auszeichnungen
- Das Haifa Symphony Orchestra pflanzt ihm zu Ehren 18 Eichen im Jerusalem Forrest (1988)[16]
- Ehrendoktor des Konservatoriums Klausenburg (3. April 1993)[18]
- Siebenbürgisch-Sächsischer Kulturpreis (1994)

## Werke
- Erich Bergel: Johann Sebastian Bach, die Kunst der Fuge: ihre geistige Grundlage im Zeichen der thematischen Bipolarität. Brockhaus Musikverlag, Bonn 1980, ISBN 3-922173-00-4 (227 S., graphische Darstellungen, Noten, Literaturverzeichnis Seiten 218–224).
- Erich Bergel: Bachs letzte Fuge. Brockhaus Musikverlag, Bonn 1985, ISBN 3-922173-03-9 (278 S.).